# Енергоінформаційне перенесення
Енергоінформаційне перенесення — це перенесення властивостей, запис, перезапис інформації, характерної для одного об'єкта на інший за допомогою електромагнітного або іншого з біофізичної природи випромінювання — торсіонного, спінорного поля або поля з крученням.

## Історія
Близько двохсот років тому професор Лейпцизького інституту, в той час відомий фармацевт і лікар С. Ганеман створив новий спосіб отримання під назвою гомеопатія (що в буквальному значенні означає «подібний хворобі»). Він провів незлічену кількість дослідів з лікарськими мінералами і рослинами і визначив головний принцип гомеопатії: подібне лікується подібним, тобто якщо людина захворіла, йому допомагає ліки, викликає симптоми, подібні до цієї хвороби у здорової людини. Цим шляхом він прийшов до особливої методики створення гомеопатичних медичних препаратів, які є досить дієвими, хоча кількість (концентрація) вихідної речовини знаходиться на дуже низькому рівні.
Німецький лікар Рейнхольд Фолль продовжив розвиток даної методики і виявив, що якщо ввести гомеопатичний препарат в контур для вимірювання будь БАТ (біологічно активна точка), то зміниться його потенціал. Саме таким чином була відкрита методика медикаментозного тестування, яка дозволила лікарям вибирати оптимальні дози препаратів і встановлювати, чи ефективний прийом того чи іншого препарату. Більш того, Фолль винайшов прилад для вимірювання потенціалів БАТ (вони були вивчені ще в стародавній медицині).
На жаль, його метод виявився складним для здійснення, забирав багато часу, так як потрібно було дослідити близько 400 БАТ і довго підбирати правильні препарати для кожної людини — це призвело до надмірної комерціалізації цієї методики.
Потім, Франц Крамер, соратник Рейнхольда Фолля, проаналізував створену Фоллем методику і припустив, що якийсь випромінювання, схоже на електромагнітне, виходить від медичних препаратів. Як наслідок, лікарські препарати можуть виробляти свою дію на всілякі проміжні носії електромагнітної пам'яті. Перший прилад для медикаментозного тестування і перенесення лікувальних властивостей медичних препаратів на рідкі носії був створений Францем Мореллем і інженером-електронником Еріхом Раші в 1974 році. На даний момент створено велику кількість приладів, що дозволяють передавати на відстані інформаційні копії лікарських препаратів.

## Про перенесення енергоінформаційному
Найчастіше в прогресивної наукової і навколонаукової літературі протиставляють поняття енергообмін та інформаційний обмін. У масовій свідомості знаходиться уявлення про те, що інформація в природі може поширюватися автономно від енергії і може видобуватися і зберігатися дуже тривалий час. У підсумку люди думають, що інформація — це не функція процесу (що передається в повідомленні — як у теплообміні), а функція стану (щось зберігається в тілах і не зникає — як маса і енергія) без передачі інформації. Така точка зору відбивається і в понятті «інформаційної копії» (ІК) будь-якого об'єкта, який очевидним чином підкреслює зв'язок інформації з вмістом конкретного об'єкта.
Отже, необхідно уточнити, що енергоінформаційний обмін — це енергообмін, що упорядковує систему, передаючи їй лише структурну інформацію. Тут краще говорити про спектральної копії препарату, ніж про інформаційну.
В основі енергоінформаційного перенесення лежить кібернетичний принцип, завдяки якому можливий обмін інформацією за допомогою будь-якого з фізичних полів (наприклад, електричного, торсіонного, магнітного тощо) . Основна роль у створенні інформаційних копій матеріальних об'єктів (енергоінформаційний перенесення) відводиться полів випромінювання. У полі випромінювання формується амплітудно-частотний «портрет» речовини, який відображає його особливості як випромінювача. Таким чином, речовини, які купують випромінювання, подібне лікарських препаратів, стають проміжними носіями, в свою чергу здатні переносити і зберігати інформацію про цих препаратах.
Перший вдалий приклад практичної реалізації методу тестування і копіювання властивостей медичних препаратів — прилад для перенесення біоінформаційної поля лікарських засобів Ст. Фалька і Д. Ашофа. Творці цього приладу стверджують, що цей пристрій може передавати всі властивості медичного препарату іншій речовині, що раніше не мало цих властивостей. Речовини, що застосовуються для передачі властивостей препаратів-оригіналів, можуть бути наступними: кров або плазма людини, колоїдні розчини, метали, фізіологічний розчин, дистильована вода, 40 % спирт, цукор, віск та інші. Вода — ідеальне середовище для зберігання інформації. Молекула води — це полярна молекула. Вона має позитивні і негативні заряди, внаслідок чого веде себе як звичайний магніт. Її молекули простягають один до одного, зчіплюються через водневі містки утворюючи кластери, всередині яких утворюються різні підструктури з різними молекулярними модулями. Ці різні модулі в кластерах містять специфічну інформацію. Таким чином дипольна структура води дає можливість зберігання інформації, як це має місце на магнітних дисках. Подібно молекулам води веде себе і спирт, тому може використовуватися як носій.
Власне, для перенесення властивостей медикаменту, він розміщується всередині коливального контуру, від якого через металевий провідник властивості цього медичного препарату передаються на речовину, тобто носій (про них написано вище).
Ще один пристрій було розроблено Ст. Людвігом — це кабель, до якого підключені дві клітинки. В першу поміщається медикамент, а в другу — речовина, на яку переносяться його властивості. Якщо підключити цей пристрій до джерела постійного струму, можна регулювати інтенсивність передачі властивостей медичного препарату на носій (речовина), яка буде дорівнює силі струму в ланцюзі.

## Критика, альтернативні точки зору
Бен Голдакр у своїй статті «The end of homeopathy» говорить наступне: Також WebMD, американська компанія, яка публікує матеріали про здоров'я, говорить про те, що немає достовірних наукових доказів того, що біорезонансна терапія є точним індикатором хвороби або ефективного її лікування.
Ще один факт: управління по санітарному нагляду за якістю харчових продуктів і медикаментів США класифікує «пристрої, які використовують вимірювання опору для діагностики і лікування різних захворювань», як пристрої класу III, які вимагають схвалення FDA до надходження на ринок. FDA заборонила деякі з цих пристроїв на ринку США, і переслідується багато продавців електричних пристроїв через помилкові твердження про користь для здоров'я.